# Centro Cultural do Cariri
Centro Cultural do Cariri Sérvulo Esmeraldo inaugurado em 01 de abril de 2022 pelo Governo do Estado do Ceará, está localizado na cidade do Crato em uma construção de mais de 50 mil metros quadrados.
O complexo foi erguido em uma região que já abrigou o Seminário da Sagrada Família, fundado em 1948, e, posteriormente, o Hospital Regional Manuel de Abreu, que funcionou no local entre 1973 e 2014, quando foi desativado. Durante a construção do Centro Cultural do Cariri, as estruturas existentes no terreno foram preservadas, mantendo assim parte da arquitetura do antigo hospital.

### Espaços
- Teatro Escola com 500 lugares;
- 04 espaços expositivos;
- 03 andares de salas;
- Biblioteca;
- 09 residências artísticas;
- Anfiteatro;
- Café;
- Planetário;